# Worcester City FC
Worcester City Football Club är en fotbollsklubb från Worcester i England. Den bildades 1902 och hemmamatcherna spelas på St George's Lane i Worcester. Klubben har flera smeknamn några är The Dragons, The Loyals, The Pears

## Historia
Klubben bildades den 9 september 1902 genom sammanslagningen av Worcester Rovers och Berwick Rangers. De tog Berwicks plats i Birmingham League och spelade där i 36 år innan de flyttade till Southern Football League. Där kom de att spela ända till 1979 då de gick med i nybildade Alliance Premier League (numera Football Conference). Där spelade de ända tills de oväntat degraderades säsongen 1984/5 (klubben hade legat i toppen innan jul). Klubben spelade sedan de följande 20 åren i Southern League.
2004 genomdrev The Football Association en omfattande omstrukturering av National League System (NLS) och skapade två nya regionala divisioner i Football Conference. Detta gjorde att Worcester flyttades upp i Conference North.
Klubben spelar sedan 1905 sina matcher på St George's Lane Ground i Worcester, men en ny arena med plats för 6 000 åskådare kommer att byggas i utkanterna av Worcester och beräknas vara klar 2009.

## Meriter
- Southern Football League Premier Division: 1978/79
- Southern Football League First Division: 1967/68, 1976/77
- Southern Football League cup: 1939/40, 2000/01
- Birmingham League: 1913/14, 1924/25, 1928/29, 1929/30
- Birmingham Senior Cup: 1975/76
- Worcestershire Senior Cup: 26 vinster – senaste vinsten 1996/97